# 长征型燃气轮机车
长征型燃气轮机车是中国铁路第一种燃气轮机车，于1969年试制了一台，属于实验性产品。

## 概要
自1964年开始，中国着手设计和研制燃气轮机车。1969年，由哈尔滨汽轮机厂、湘潭电机厂、大同机车工厂等单位共同试制了一台长征型燃气轮机车。机车采用简单开式循环的单轴燃气轮机，传动方式为交—直流电传动，可以燃用重油。燃气轮机的额定功率为3000马力，实测热效率为14.4%，机车的构造速度为100公里/小时。除了牵引电动机型号不同外，长征型机车的电传动系统基本与东风4型柴油机车相同。
长征型机车在1970年起先后在中国东北、西北、西南地区试验，牵引客、货列车，在其试验结果和研制经验上，中国于1977年又研制了长征2型燃气轮机车。但长征型机车在1980年代初于焦柳铁路一次试验期间意外起火，机车烧毁报废。

## 技术特点
长征型机车为干线货运用交—直流电传动燃气轮机车，采用全钢焊接的框架式侧墙承载结构车体，两端设有同等功能的司机室，可双向操纵机车；车体内侧墙和中间隔墙均设有阻尼涂料、泡沫塑料和玻璃棉的隔音材料。空气制动系统采用EL-14型空气制动机。
长征型机车的动力装置为一台单轴开口式简单循环的燃气轮机，由压气机、燃烧室及涡轮三部分组成，额定功率为3000马力，额定转速为每分钟6700转，满负荷燃烧温度为650℃，燃料为重油。机车采用交—直流电传动，燃气轮机通过减速齿轮箱驱动一台TQFR-3000型三相交流同步牵引发电机，经硅整流机组整流后供给六台并联的ZQDR-305型四极串励直流牵引电动机通过牵引齿轮带动车轮。为扩大机车的恒功率速度范围，牵引电动机可使用两级磁场削弱。
机车的辅助动力机组由一台300马力柴油机和一台200千瓦交流辅助发电机组成，辅助机组除了用于启动燃气轮机外，也为油泵、水泵、空气压缩机、通风机等全部辅助传动装置提供电源。此外，辅助机组也可以用于机车单机运行的动力，以避免燃气轮机在低工况下运转效率低的缺点。
机车走行部为两台无导框三轴转向架，轴箱采用拉杆式定位；一系悬挂为轴箱两侧螺旋弹簧，并带有液压减震器；机车车体重量通过八个滚动式旁承支承在两台转向架上。每个轮对上均装有闸瓦间隙自动调节装置的基础制动装置。牵引电动机采用抱轴式半悬挂安装方式，传动齿轮比为68：15。

## 参看
- 燃气轮机车
- 长征2型燃气轮机车